# 매포읍
매포읍(梅浦邑)은 대한민국 충청북도 단양군에 위치한 읍이다.

## 개요
매포읍은 국내 최대의 시멘트 생산지이자 석회석 산업의 메카일 뿐 아니라 관광자원과 선사문화의 유적이 산재한 곳이다. 더불어 친환경 농업의 육성과 현재 진행 중인 우덕리 신소재 지방산업단지와 상괴리 농공단지 등의 건설은 앞으로 매포의 미래를 책임질 새로운 성장 동력이다.

## 역사
- 1903년 : 북일면과 북이면으로 분할
- 1909년 : 북일면에 고양, 삼곡, 가평, 영천, 상시평, 하시평, 안동, 매포, 상괴곡, 하괴곡, 도담의 11개 마을과, 북이면에 도곡, 평동, 우덕, 어의곡, 별곡, 도전, 상진의 7개 마을이 있었다.
- 1914년 : 부군면 통폐합으로 북일면과 북이면이 합하여 매포면이 되었으며, 관할지역으로 도담리, 상괴리, 하괴리, 매포리, 안동리(소재지), 상시리, 하시리, 영천리, 가평리, 삼곡리, 고양리, 별곡리, 도전리, 상진리, 어의곡리, 우덕리, 평동리, 도곡리의 18개 마을이 있었다.
- 1980년 12월 1일 : 매포읍으로 승격
- 1985년 7월 15일 : 행정구역 변경으로 상진리, 도전리, 별곡리, 도담리가 단양읍에 편입
- 1987년 1월 1일 : 어상천면 김산리가 매포읍에 편입
- 2018년 3월 1일 : 같은 단양군의 가곡면 어의곡리와의 명칭 중복을 해소하기 위해[2] 어의곡리를 응실리로 명칭 변경[3]

## 행정 구역
| 법정리 | 행정리                                                                          | 비고                   |
| ------ | ------------------------------------------------------------------------------- | ---------------------- |
| 매포리 | 우덕리                                                                          |                        |
| 우덕리 | 우덕리                                                                          |                        |
| 응실리 | 응실리                                                                          |                        |
| 하괴리 | 하괴리                                                                          |                        |
| 상괴리 | 상괴리                                                                          |                        |
| 안동리 | 안동리                                                                          |                        |
| 평동리 | 평동1리, 평동2리, 평동3리, 평동4리, 평동5리, 평동6리, 평동7리, 평동8리, 평동9리 | 읍 행정복지센터 소재지 |
| 도곡리 | 도곡리                                                                          |                        |
| 하시리 | 하시리                                                                          |                        |
| 상시리 | 상시리                                                                          |                        |
| 영천리 | 영천리                                                                          |                        |
| 가평리 | 가평1리, 가평2리                                                                |                        |
| 삼곡리 | 삼곡1리, 삼곡2리                                                                |                        |
| 고양리 | 고양리                                                                          |                        |
| 김산리 | 고양리                                                                          |                        |